# Nav (district d'Asalem, Iran)
Nav (persan : ناو, également romanisé comme Nāv ; également connu sous le nom Nov) est un village dans district rural de Kharajgil, lui-même dans le district d'Asalem du comté de Talesh, dans le Gilan, en Iran. Lors du recensement de 2006, sa population était de 162 personnes, réparties dans 31 familles.